# Polderdistrict Groot Maas en Waal
Het Polderdistrict Groot Maas en Waal was een waterschap in de Nederlandse provincie Gelderland. Het polderdistrict werd op 1 januari 1982 opgericht door het samenvoegen van Polderdistrict Maas en Waal en Polderdistrict Bommelerwaard.  In 2002 ging het polderdistrict op in het huidige Rivierenland.
Het polderdistrict had bij de oprichting een oppervlakte van 53.630 ha. en lag tussen de Rijn, de Waal, de Maas en tegen de grenzen van Limburg en West-Duitsland. Voor 1986 lag het hoofdkantoor in Nijmegen, maar in 1986 verhuisde deze naar Druten, waar het tot de opheffing bleef.